# Collomia macrocalyx
Collomia macrocalyx là một loài thực vật có hoa trong họ Polemoniaceae. Loài này được Leiberg ex Brand mô tả khoa học đầu tiên năm 1921.